# Parlamentsvalet i Grekland 2009

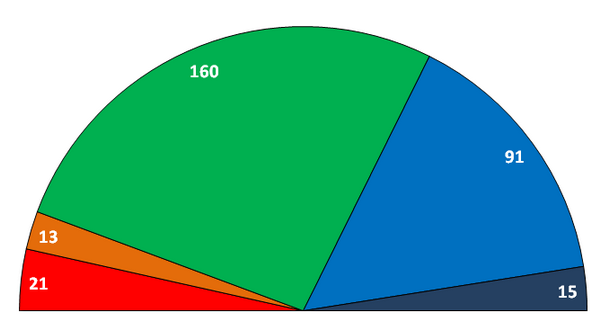
Mandatfördelning
PASOK: 160 mandat
Ny demokrati: 91 mandat
Kommunistiska partiet: 21 mandat
Folklig ortodox samling: 15 mandat
Radikala vänstern: 13 mandat

Parlamentsvalet i Grekland 2009 genomfördes den 4 oktober 2009. Valets segrare blev de socialdemokratiska partiet PASOK, med Giorgos Papandreou som tillträdande premiärminister. 

## Valets datum
Ett parlamentsval behövdes enligt grundlagen inte utfärdas förrän i september 2009. Den 2 september bad den sittande premiärministern Kostas Karamanlis Greklands president att utlysa nyval. Parlamentet upplöstes den 9 september.

## Partier

### Deltagande partier
Totalt 23 partier deltog i parlamentesvalet. Sex av dem deltog i högst två parlamentariska valkretsar.
- Ny demokrati
- PASOK
- Greklands kommunistiska parti
- Folklig ortodox samling
- Radikala vänstern
- Ekologiskt gröna
- Greklands marxist-leninistiska kommunistparti
- Greklands kommunistparti (marxist-leninistiska)
- Arbetarnas revolutionsparti
- Demokratiska Revival (Stelios Papathemelis)
- Unionen Centristerna (Vassilis Leventis)
- Golden Dawn (Grekland) (Nikolaos Michaloliakos)
- Grekiska Ekologer
- Organisationen för återuppbyggnad av Greklands kommunistparti
- Koinonia (Emmanouil Voloudakis)
- Demokraterna (Δημοκρατικοί) (M. Meletopoulos)
- Front för den grekiska antikapitalistiska Vänstern (ANTARSYA)
- Ljus – Sanning – Rättvisa (Φως – Αλήθεια – Δικαιοσύνη) (Konstantinos Melissourgos)
- Mannens vänner (Φίλοι του Ανθρώπου) (K. Stamoulis)1
- Regional utveckling i städerna (Περιφερειακή Αστική Ανάπτυξη) (South Kolitsi)
- Old Republic (Παλαιά Δημοκρατία) (A. Daskalopoulos)
- Smoking Groups for Art and Artistic Creation (Καπνιστικές Ομάδες για την Τέχνη και την Εικαστική Συγκρότηση, ΚΟΤΕΣ), (Nikos Louvros)
- Jag ger bort land, jag ger bort skulder - Pan-agrariska arbetarrörelsen i Grekland (Χαρίζω Οικόπεδα, Χαρίζω Χρέη' - Παναγροτικό Εργατικό Κίνημα Ελλάδος), (M. Tzalazidis)2